# Daddy's Gone A-Hunting (película de 1969)
Daddy's Gone A-Hunting, conocida en castellano bajo los títulos de Shock (en España) o Cita con el miedo (en Hispanoamérica), es una película estadounidense de 1969 del género de suspenso, dirigida por Mark Robson y musicalizada por John Williams.
El título de la película proviene de la letra de la popular canción de cuna inglesa "Bye, baby Bunting".
Existe una película muda homónima estadounidense filmada en 1925 por Frank Borzage y protagonizada por Alice Joyce y Percy Marmont, pero la misma no tiene relación alguna con ésta cinta.

## Sinopsis
Cathy Palmer es una bella y un tanto ingenua joven británica quien emigra a San Francisco y, apenas llega a la ciudad, conoce a Kenneth Daly: un muy despreocupado fotógrafo especializado en retratos infantiles, aunque con escasos ingresos económicos. Entre la pareja surge una relación amorosa pero, al ver que su novio sigue con su carácter un tanto irresponsable, Cathy decide terminar a pesar de que descubre que está embarazada. Kenneth no acepta la ruptura e insiste en casarse con ella y hacerse cargo del bebé de ambos, pero la mujer le confiesa que decidió unilateralmente abortar, creando así un enorme disgusto en el fotógrafo.
Algún tiempo más tarde Cathy conoce en una fiesta a Jack Byrnes, un abogado con aspiraciones políticas y, luego, ambos terminarían casándose. Pronto ella queda otra vez embarazada y, ahora, la joven acepta de buena gana su maternidad pero su alegría durará poco ya que en una tienda por departamentos se reencuentra con Kenneth y este, aún dolido, decide tomar venganza ganándose la confianza de Jack para acercarse a Cathy y, luego, chantajearla para que no se sepa públicamente el aborto que se hizo cuando estaba soltera ya que, por ser su marido miembro del Partido Republicano, este incidente le perjudicaría su incipiente carrera política. Cathy no cede a las exigencias de su exnovio, pero pronto recibirá la peor noticia de su vida cuando, luego de tomarle unas fotos al bebé en su casa, Kenneth termina secuestrándolo y amenaza a sus padres con matarlo, lo que terminará desatando una búsqueda frenética por toda la ciudad para poder rescatar con vida al recién nacido.

## Elenco
- Carol White ... Cathy Palmer
- Paul Burke ... Jack Byrnes
- Scott Hylands ... Kenneth Daly
- Mala Powers ... Meg Stone
- James Sikking ... Joe Menchell
- Walter Brooke ... Jerry Wolfe
- Mathilda Calnan ... Ilsa
- Dennis Patrick ... Dr. Parkington
- Rachel Ames ... Enfermera del Dr. Parkington (no aparece en los créditos)
- Gene Lyons ... Dr. Blanker
- John Dennis ... Mecánico (no aparece en los créditos)
- Barry Cahill ... Agente del FBI Crosley
- Edith Atwater ... Recepcionista del hospital (no aparece en los créditos)
- Peter Hobbs ... Médico de Cathy (no aparece en los créditos)
- Harry Holcombe ... Inspector Dixon (no aparece en los créditos)
- Edward Faulkner ... Policía en la fiesta del Inspector Dixon (no aparece en los créditos)
- Jeffrey Sayre	... Policía en la fiesta del Inspector Dixon (no aparece en los créditos)
- Andrea King ... Brenda Frazier (no aparece en los créditos)
- Ron Masak ... Paul Fleming (no aparece en los créditos)
- Mark Robson (no aparece en los créditos)
- Claude Stroud ... Hombre con una mascota (no aparece en los créditos)
- Mark Tapscott ... Hombre en el tranvía (no aparece en los créditos)
- Suzanne Somers ... Transeúnte / Doble de Carol White (no aparece en los créditos)